# Mantysch
Mantysch ist ein Ort in Kirgisistan.

## Geographie
Die Siedlung liegt im dem Oblus Naryn unterstellten Rajon Kotschkor. Mantysch ist Verwaltungssitz der Landgemeinde Kara-Suu. Mantysch liegt 2215 Meter über dem Meeresspiegel am Fluss Kotschkor.

### Klima
Das Gebiet ist Teil der hemiborealen Klimazone.  Die durchschnittliche Jahrestemperatur in der Region beträgt 4 °C. Der wärmste Monat ist der Juli mit einer Durchschnittstemperatur von 16 °C, der kälteste der Januar mit −12 °C. Die durchschnittliche jährliche Niederschlagsmenge beträgt 467 Millimeter. Der feuchteste Monat ist der Juni mit durchschnittlich 69 mm Niederschlag, der trockenste der Januar mit 17 mm Niederschlag.

## Bevölkerung
2021 hatte das Dorf 1393 Einwohner.
| Jahr | Einwohner | Quelle |
| ---- | --------- | ------ |
| 2009 | 0622      | [ 6 ]  |
| 2011 | 1019      | [ 7 ]  |
| 2021 | 1393      | [ 8 ]  |

## Wirtschaft und Infrastruktur
Das Dorf verfügt über eine Primärschule. Sekundäre Schulabschlüsse  werden in einem benachbarten Dorf vergeben. Weiterhin gibt es ein Krankenhaus, das 7 benachbarte Dörfer mitversorgt.